# マチンの公式

マチンの公式の概念図。逆正接関数 arctan x は偏角として考えることができるため、マチンの公式は上図のように解釈することができる。

マチンの公式（英: Machin's formula）とは、1706年にイギリスの天文学者ジョン・マチンによって発見された逆正接関数 arctan x を用いた円周率を計算するための公式、すなわち
{\displaystyle {\dfrac {\pi }{4}}=4\arctan {\dfrac {1}{5}}-\arctan {\dfrac {1}{239}}}
なる公式である。

## 概要
グレゴリー級数すなわち逆正接関数 arctan x のマクローリン展開：
{\displaystyle \arctan x=\sum _{n=0}^{\infty }{\frac {(-1)^{n}}{2n+1}}\,x^{2n+1}=x-{\frac {1}{3}}\,x^{3}+{\frac {1}{5}}\,x^{5}-{\frac {1}{7}}\,x^{7}+{\frac {1}{9}}\,x^{9}-\cdots \qquad {\rm {where}}\quad \vert x\vert \leq 1}
に x = 1 を代入して得られる級数：
{\displaystyle {\frac {\pi }{4}}=\sum _{n=0}^{\infty }{\frac {(-1)^{n}}{2n+1}}=1-{\frac {1}{3}}+{\frac {1}{5}}-{\frac {1}{7}}+{\frac {1}{9}}-\cdots }
はライプニッツの公式と呼ばれ、見た目は綺麗な公式であるものの、収束が非常に遅いことで知られる。しかしながら、x を十分小さく取れば見た目の綺麗さは多少損なわれるが、それなりに速く収束する級数を得ることができる。実際、エイブラハム・シャープは x = 1/√3 を用い、円周率を小数点以下71桁まで計算した。
ジョン・マチンは、さらに収束性をよくするために逆正接関数 arctan x の関係式を考え、これをグレゴリー級数と結び付けることにより、非常に収束速度が速い級数を得た。さらに、この公式を発見したマチン自身も円周率を100桁まで求めることに成功した。マチンの公式や、似たような arctan x を用いた公式は、1970年代に算術幾何平均などが用いられるようになるまでは円周率の計算に用いられ計算競争に貢献した。その後しばらくは新しいアルゴリズムによる円周率の計算が続いたが、2002年に金田康正によって高野喜久雄の公式が用いられ円周率を1兆2411億桁まで計算するという記録に結び付いた。

## 公式
等式：
{\displaystyle {\dfrac {\pi }{4}}=4\arctan {\frac {1}{5}}-\arctan {\frac {1}{239}}}
をマチンの公式という。
この項目では arctan x は主値
{\displaystyle -{\frac {\pi }{2}}<\arctan x<{\frac {\pi }{2}}}
を取るものとする。
同じことであるが、逆余接関数 arccot x を用いて、
{\displaystyle {\dfrac {\pi }{4}}=4\operatorname {arccot} 5-\operatorname {arccot} 239}
と書かれることもある。

## 主な証明

### 三角関数の公式による証明
マチンの公式は三角関数の公式を用いて証明できる。
二倍角公式を2回用いて、
{\displaystyle \tan \left(2\arctan {\frac {1}{5}}\right)={\frac {2\tan(\arctan {\frac {1}{5}})}{1-\tan ^{2}(\arctan {\frac {1}{5}})}}={\frac {2\cdot {\frac {1}{5}}}{1-({\frac {1}{5}})^{2}}}={\frac {5}{12}}}
{\displaystyle \tan \left(4\arctan {\frac {1}{5}}\right)=\tan \left(2\cdot 2\arctan {\frac {1}{5}}\right)={\frac {2\tan(2\arctan {\frac {1}{5}})}{1-\tan ^{2}(2\arctan {\frac {1}{5}})}}={\frac {2\cdot {\frac {5}{12}}}{1-({\frac {5}{12}})^{2}}}={\frac {120}{119}}}
加法定理により、
{\displaystyle \tan \left(4\arctan {\frac {1}{5}}-{\frac {\pi }{4}}\right)={\frac {\tan(4\arctan {\frac {1}{5}})-\tan {\frac {\pi }{4}}}{1+\tan(4\arctan {\frac {1}{5}})\tan {\frac {\pi }{4}}}}={\frac {{\frac {120}{119}}-1}{1+1\cdot {\frac {120}{119}}}}={\frac {1}{239}}}
逆関数をとって、
{\displaystyle \arctan {\frac {1}{239}}=4\arctan {\frac {1}{5}}-{\frac {\pi }{4}}}
ただし
{\displaystyle -{\frac {\pi }{2}}<4\arctan {\frac {1}{5}}-{\frac {\pi }{4}}<{\frac {\pi }{2}}}
が前提ではある。
したがって、
{\displaystyle 4\arctan {\frac {1}{5}}-\arctan {\frac {1}{239}}={\frac {\pi }{4}}}

### 複素数を用いた証明

複素平面上における、逆正接関数による偏角の表現。

a 、b を実数とし、a  > 0 、i を虚数単位とする。
複素数 z = a + bi の偏角は、
{\displaystyle \arg z=\arctan {\frac {b}{a}}}
である。
複素数の偏角の範囲は arctan の主値と同じ範囲に取るものとする。
n を整数とする。ド・モアブルの定理によると zn = (a + bi)n の偏角は、
{\displaystyle \arg z^{n}=n\arctan {\frac {b}{a}}}
である。この式を利用すると、マチンの公式の左辺は
{\displaystyle (5+i)^{4}\,(239+i)^{-1}={\frac {(5+i)^{4}}{239+i}}=2+2i}
の左辺の式の偏角に等しいと分かる。この式の右辺の偏角は π / 4 であるためマチンの公式が示される。

## マチンの公式による計算
マチンの公式を
{\displaystyle \pi =16\arctan {\frac {1}{5}}-4\arctan {\frac {1}{239}}}
の形にし、arctan x をグレゴリー級数に直して、それぞれ最初の方の項だけを計算して、部分和
{\displaystyle d(m)=16\sum _{n=0}^{3m+2}{\frac {(-1)^{n}}{2n+1}}\left({\frac {1}{5}}\right)^{2n+1}-4\sum _{n=0}^{m}{\frac {(-1)^{n}}{2n+1}}\left({\frac {1}{239}}\right)^{2n+1}}
を取る。
和を取る項数がそれぞれ 3m + 3 項と m + 1 項であり異なっている。これは、1/5 と 1/239 の値が大きく異なるので、計算する項の値の大きさを近付けるために項数を補正しているのである。m が 1 増えるたびに、計算すべき項数は 4 増える。
m = 1 から m = 10 まで計算すると次表のようになる。桁数の欄は実際の円周率の値と一致している小数点以下の桁数である。参考までに末尾に π の値も載せた。
未知の円周率を計算するときには、誤差を評価し、有効な桁数を調べなければならないが、ここでは既に知られている円周率の値と比べて、一致することを確認するだけにとどめる。
| m  | d(m)                                                                       | 桁数     | 項数     |
| -- | -------------------------------------------------------------------------- | -------- | -------- |
| 0  | 3.14162 …                                                                  | 3        | 4        |
| 1  | 3.14159 26526 …                                                            | 8        | 8        |
| 2  | 3.14159 26535 8983 …                                                       | 12       | 12       |
| 3  | 3.14159 26535 89793 2363 …                                                 | 17       | 16       |
| 4  | 3.14159 26535 89793 23846 275 …                                            | 21       | 20       |
| 5  | 3.14159 26535 89793 23846 2643377 …                                        | 25       | 24       |
| 6  | 3.14159 26535 89793 23846 26433 8327981 …                                  | 30       | 28       |
| 7  | 3.14159 26535 89793 23846 26433 83279 502866 …                             | 34       | 32       |
| 8  | 3.14159 26535 89793 23846 26433 83279 50288 41981 …                        | 38       | 36       |
| 9  | 3.14159 26535 89793 23846 26433 83279 50288 41971 69341 …                  | 43       | 40       |
| 10 | 3.14159 26535 89793 23846 26433 83279 50288 41971 69399 3784 …             | 47       | 44       |
| π  | 3.14159 26535 89793 23846 26433 83279 50288 41971 69399 37510 58209 7494 … | （参考） | （参考） |

d(m) は 4(m + 1) 個の項の足し算または引き算によって計算されるので、m = 10 のときは 44 項の和や差を計算していることになる。ここで普通のグレゴリー級数を用いた場合の値を見てみると
x = 1 のときのグレゴリー級数
{\displaystyle \pi =4\arctan 1=4\sum _{n=0}^{\infty }{\frac {(-1)^{n}}{2n+1}}}
は、非常に収束が遅く、n = 50 までで打ち切って計算してみると
{\displaystyle 4\sum _{n=0}^{50}{\frac {(-1)^{n}}{2n+1}}=3.1611\cdots }
となり小数点以下 1 桁までしか円周率と一致していない。
シャープの用いた x = 1/√3 の場合のグレゴリー級数
{\displaystyle \pi =6\arctan {\frac {1}{\sqrt {3}}}=6\sum _{n=0}^{\infty }{\frac {(-1)^{n}}{2n+1}}\left({\frac {1}{\sqrt {3}}}\right)^{2n+1}}
で同じように  n = 50 までで打ち切って計算すると
{\displaystyle 6\sum _{n=0}^{50}{\frac {(-1)^{n}}{2n+1}}\left({\frac {1}{\sqrt {3}}}\right)^{2n+1}=3.141592653589793238462643395\cdots }
となり、円周率の実際の値とは小数点以下 25 桁まで一致している。上の表で見るとマチンの公式では d(5) で 25 桁まで一致しており、そのときの計算に用いた項の数は 4 × (5 + 1) = 24 項であるので、シャープによる計算のほぼ半分の項数によって、小数点以下 25 桁までの円周率が得られている。

## マチンの公式の類似
マチンの公式に類似した式は比較的探しやすいため、非常に多くの形の式が見つかっている。この節では、その中のほんの一部を紹介する。複素数を用いたマチンの公式の証明と同様の計算を用いるなどして、計算機を用いて公式を探索していくことも可能である。

### 2項よりなる公式
オイラーによる公式（1748年）
{\displaystyle {\frac {\pi }{4}}=\arctan {\frac {1}{2}}+\arctan {\frac {1}{3}}}
{\displaystyle \arctan {\frac {1}{p}}=\arctan {\frac {1}{p+q}}+\arctan {\frac {q}{p^{2}+pq+1}}}
ただし p, q は正の実数
{\displaystyle {\frac {\pi }{4}}=5\arctan {\frac {1}{7}}+2\arctan {\frac {3}{79}}}
ヤコブ・ハーマン (Jacob Hermann,1678 - 1733) による式
{\displaystyle {\frac {\pi }{4}}=2\arctan {\frac {1}{2}}-\arctan {\frac {1}{7}}}
ハットン（Charles Hutton,1737 - 1823）による式（1776年）
{\displaystyle {\frac {\pi }{4}}=3\arctan {\frac {1}{4}}+\arctan {\frac {5}{99}}}
{\displaystyle {\frac {\pi }{4}}=2\arctan {\frac {1}{3}}+\arctan {\frac {1}{7}}}
下の式は、1779年にオイラーも独立に再発見している。

### 3項以上よりなる公式
ガウスによる公式（1863年）
{\displaystyle {\frac {\pi }{4}}=12\arctan {\frac {1}{18}}+8\arctan {\frac {1}{57}}-5\arctan {\frac {1}{239}}}
ストーマー (Fredrik Carl Mulertz Stormer, 1874-1957) による公式 （1896年）
{\displaystyle {\frac {\pi }{4}}=44\arctan {\frac {1}{57}}+7\arctan {\frac {1}{239}}-12\arctan {\frac {1}{682}}+24\arctan {\frac {1}{12943}}}
{\displaystyle {\frac {\pi }{4}}=6\arctan {\frac {1}{8}}+2\arctan {\frac {1}{57}}+\arctan {\frac {1}{239}}}
高野喜久雄による公式（1982年）
{\displaystyle {\frac {\pi }{4}}=12\arctan {\frac {1}{49}}+32\arctan {\frac {1}{57}}-5\arctan {\frac {1}{239}}+12\arctan {\frac {1}{110443}}}
シムソン（Robert Simson;1687生, 1768没; 初等幾何学のシムソン線の発見者）による公式
{\displaystyle {\frac {\pi }{4}}=8\arctan {\frac {1}{10}}-4\arctan {\frac {1}{515}}-\arctan {\frac {1}{239}}}